# Anton Huber (Architekt)
Anton Huber (* 14. Mai 1818 in Poysdorf; † 3. August 1874 in Wien) war ein österreichischer Stadtbaumeister und Kommunalpolitiker.

## Leben
Anton Huber war der Sohn eines Braumeisters und wurde im niederösterreichischen Poysdorf geboren. 1844 kam er als Taglöhner nach Wien, wo er zunächst als Deichgräber und später als Maurer arbeitete. Er konnte sich zunächst zum Polier emporarbeiten und wurde schließlich 1859 Baumeister. Dies gelang ihm lediglich auf Grund seiner praktischen Erfahrungen, denn theoretische Kenntnisse bzw. eine schulische Ausbildung hatte er nicht. 1861 wurde er Bürger von Wien. Ab 1864 lebte er in der Josefstadt (in einem von ihm selbst erbauten Haus), wo er sich auch politisch engagierte. Er gehörte 1865 dem Bezirksausschuss der Josefstadt an und war von 1867 bis 1874 liberaler Gemeinderat für den 8. Bezirk. In dieser Funktion war er vor allem mit Fragen des Bauwesens befasst. Huber unterhielt einen erfolgreichen Baumeisterbetrieb und erwarb sich ein beträchtliches Vermögen.
Anton Huber war verheiratet und hatte sechs Kinder. Bereits zu seinen Lebzeiten, und zwar im Jahr 1856, wurde in Ottakring die Hubergasse nach ihm benannt, nachdem er dort um 1850 die ersten Häuser errichtet hatte. Er starb im Alter von 56 Jahren an einer Lungenentzündung und wurde auf dem Sankt Marxer Friedhof bestattet.

## Bauten
Anton Huber war ein Vertreter des Historismus. Er begann als Baumeister in der Wiener Vorstadt mit schlichten zwei- bis dreigeschoßigen Wohnhäusern, die keinen oder wenig Dekor aufwiesen. Später errichtete er Miethäuser in der Nähe der Innenstadt, die stärkere Dekorelemente im Stile der Neorenaissance, wie plastische Fensterverdachungen oder Eckabschrägungen mit aufgesetzten Erkern besaßen. Bemerkenswert ist die Karriere Hubers von einfachsten Verhältnissen bis zum erfolgreichen Bauunternehmer.
- westseitige Häuserreihe, Hubergasse, Wien 16 (um 1850), nur zum Teil erhalten, vielfach umgebaut
- Miethaus, Marchettigasse 12 / Sandwirtgasse 20, Wien 6 (1859), abgebrochen
- Miethaus, Marchettigasse 18, Wien 6 (1859)
- Miethäuser, Bernardgasse 26, 30, 32 und 34, Wien 7 (1859)
- Miethaus, Sandwirtgasse 18, Wien 6 (1860), Fassade teilweise abgeschlagen
- Miethäuser, Laudongasse 34a und 34b / Daungasse 2, Wien 8 (1864), abgerissen
- Miethaus, Daungasse 4, Wien 8 (1864)
- Miethaus, Getreidemarkt 15, Wien 6 (1865)
- Miethaus, Gumpendorfer Straße 63f / Corneliusgasse 11, Wien 6 (1867)
- Wohn- und Geschäftshaus, Getreidemarkt 16, Wien 1 (1868)
- Wohn- und Geschäftshaus, Getreidemarkt 18, Wien 1 (1868)
- Wohn- und Geschäftshaus, Getreidemarkt 14, Wien 1 (1869)
- Miethaus, Radetzkystraße 20, Wien 3 (1870)
- “Bären-Villa”, Andergasse 8, Wien 17 (1870), Adaption
- Miethaus, Veronikagasse 6, Wien 17
- Miethaus, Lederergasse 3, Wien 8, abgerissen